# Équipe du Canada féminine de basket-ball à trois
Cet article traite de l'équipe féminine de basket-ball à trois. Pour l'équipe masculine de basket-ball à trois, voir Équipe du Canada masculine de basket-ball à trois.
Maillots
L'équipe du Canada féminine de basketball 3×3 représente le Canada dans les compétitions internationales de basketball 3×3. Ils sont supervisés par Canada Basketball, l'organisme directeur du basketball au Canada. 

## Résultats

### Palmarès
| Compétitions mondiales                                                             | Compétitions continentales                                                     | Autres compétitions                            |
| ---------------------------------------------------------------------------------- | ------------------------------------------------------------------------------ | ---------------------------------------------- |
| - Jeux olympiques - Néant - Coupe du monde - Finaliste en 2022 - Troisième en 2025 | - Coupe d'Amérique (2) - Vainqueur en 2022 et 2024 - Troisième en 2021 et 2023 | - Jeux du Commonwealth (1) - Vainqueur en 2022 |

### Parcours en compétitions internationales

#### Jeux olympiques
| Année | Position      |      | Année | Position |
| 2020  | Non qualifiée | 2028 | -     |          |
| 2024  | 4e            | 2032 | -     |          |

#### Coupe du monde
| Année | Position      |      | Année         | Position     |   | Année | Position |
| 2012  | Non qualifiée | 2019 | Non qualifiée | 2027         | - |       |          |
| 2014  | Non qualifiée | 2022 | Finaliste     | Pays inconnu | - |       |          |
| 2016  | Non qualifiée | 2023 | 6e            | Pays inconnu | - |       |          |
| 2017  | Non qualifiée | 2025 | Troisième     | Pays inconnu | - |       |          |
| 2018  | Non qualifiée | 2026 | -             | Pays inconnu | - |       |          |

#### Coupe d'Amérique
| Année | Position  |              | Année     | Position     |   | Année | Position |
| 2021  | Troisième | 2024         | Vainqueur | Pays inconnu | - |       |          |
| 2022  | Vainqueur | 2025         | -         | Pays inconnu | - |       |          |
| 2023  | Troisième | Pays inconnu | -         | Pays inconnu | - |       |          |